# Adela Zamudio
Adela Zamudio, född 11 oktober 1854 i Cochabamba; död 2 juni 1928 var en boliviansk lärare, författare, dramatiker, målare, som också gett ut sina verk under  pseudonymen Soledad (Ensamhet).
Adela Zamudio anses vara en av de viktigaste litterära rösterna från Bolivia under de senaste seklen. Hennes födelsedag 11 oktober firas numera i Bolivia som Bolivias kvinnodag.
Redan när hon var 15 år publicerade hon sin första dikt ”Två rosor” och undertecknade den med pseudonymen Soledad. Det gick emellertid ytterligare tjugo år innan hon utgav sin första diktsamling Essayos poéticos (Poetiska essäer), som överöstes med beröm av kritikerna. Hon avlade sin akademiska examen som lärare år 1890 och redan fem år senare var hon rektor för gymnasiet Liceo de Señoritas, som senare döptes om till Liceo Adela Zamudio.
Med stor energi kämpade hon mot de restriktioner som fanns för bolivianska kvinnor när det gällde akademisk utbildning, liksom hon stred för att kyrkan skulle skiljas från staten och för möjligheter till skilsmässa mellan man och kvinna. Därför blev hon utsatt för angrepp från de konservativa delarna av befolkningen och från den katolska kyrkan; hon påstods vara ateist och anarkist.
Under sina sista levnadsår engagerade hon sig med stor ekonomisk framgång för konkreta välgörenhetsändamål. Hon dog vid 73 års ålder av bronkit, som hon på grund av penningbrist inte hade fått passande läkarvård för.

## Utmärkelser
Nedslagskratern Zamudio på planeten Venus är uppkallad efter henne.

## Böcker
- Essayos poéticos (Poetiska texter) (1887)
- Violeta o la princesa azul (Violeta eller den blå prinsessan) (1890)
- El castillo negro (Det svarta slottet) (1906)
- Intimas (Nära vänner) (1913)
- Ráfagas (Vindbyar) (1914)
- Peregrinando (På väg) (1943)
- Cuentos breves (Korta berättelser) (1943)